# Bob Waterfield
Robert Stanton Waterfield (Elmira, Nueva York, 26 de julio de 1920 – Burbank, California, 25 de marzo de 1983), más conocido como Bob Waterfield, fue un jugador profesional estadounidense de fútbol americano que se desempeñó en la posición de quarterback, kicker y punter en la National Football League (NFL). Es miembro del Salón de la Fama del Fútbol Americano Profesional.

## Carrera
Waterfield jugó como profesional ocho temporadas en Los Angeles Rams (1945-1952), equipo en el que se retiró.

## Reconocimiento
El 12 de septiembre de 1965, fue seleccionado para ser miembro del Salón de la Fama del Fútbol Americano Profesional.